# مقبرة وادي السلام
مقبرة وادي السلام هي إحدى أهم المقابر عند الشيعة وتقع في مدينة النجف بالعراق، وتعد أكبر مقبرة في العالم حيث تحتوي حسب التقديرات على ما يقارب ستة ملايين قبر وأدرجت ضمن قائمة التراث العالمي تغطي المقبرة حوالي (601.16 هكتار- 6.01 كم²) تجذب ملايين الزائرين من الشيعة سنويًا.
تقع المقبرة بالقرب من الضريح المنسوب لعلي بن أبي طالب، الإمام الأول عند الشيعة ورابع الخلفاء الرَّاشدون عند أَهْلُ السُّنَّةِ. يوصي الكثير من الشيعة في العراق بدفنهم في هذه المقبرة. ونتيجة لتحسن وسهولة النقل، يسعى الشيعة حول العالم بدفن أقربائهم بهذهِ المقبرة. وغالباً ما يدفن الموتى في واحدة من السراديب الكثيرة المنتشرة في المقبرة. وحسب تصريح لأحد المتعهدين بدفن الموتى، يمكن لكل سرداب استيعاب ما يصل إلى 50 قبر. وتتحكم المرجعية بقطع الأراضي التي يدفن الموتى بها.

## وجه التسمية
يتركب الاسم من مفردتي «وادي» و«السلام»، فأما الوادي فهو: كلّ مفرج بين جبال وآكام وتلال يكون مسلكاً للسيل أو منفذاً. وأمّا «السلام» فهو عند المسلمين اسم من أسماء الله تعالى، وتعني في اللغة العربية: التّعرّي من الآفات الظاهرة والباطنة.
وجاء في بعض المصادر أن وجه التسمية يعود إلى تسمية النبي بل جبرائيل لهذه البقعة، بمعنى أنّ المدفون فيها يسْلَم من عذاب عالم البرزخ وحسابه. ونقل الشيخ الكليني المتوفى سنة 328هـ ق أو 329 هـ ق عن حبّة العرني عن علي بن أبي طالب رواية جاء فيها عنوان وادي السلام كاسم لهذه المقبرة.

## موقعها الجغرافي وجذورها التاريخية
تقع مقبرة وادي السلام في محافظة النجف إحدى المحافظات العراقية، ويحدها من الجنوب مرقد علي بن أبي طالب والشارع المعروف بشارع علي بن أبي طالب، ويحدها من الجانب الشرقي طريق النجف الممتد باتجاه كربلاء، ومن الشمال حي المهندسين، فيما تنتهي في الجانب الغربي ببحر النجف القديم.
تؤكد الروايات الدينية دون التاريخية عودة المقبرة إلى عصور ما قبل الإسلام، كما يظهر من الروايات أنها كانت - ومنذ القديم - مكانًا لدفن الموتى، بل أكّدت بعض الروايات التاريخية والدينية أنّها محل سجود الملائكة لآدم.
فعن علي بن أبي طالب أنه قال: لمّا أمر اللّه الملائكة أن يسجدوا لآدم، سجدوا على ظهر الكوفة.
وجاء في بعض الروايات أنّها مدفن عددٍ من الأنبياء، وفي رواية المجلسي عن العياشي أنّها: مَسجِدُ آدم ومُصلَّى الأَنبِياءِ.

## تقاليد الشيعة
يؤمن الشيعة ان إبراهيم اشترى أرض وادي السلام وان علي بن أبي طالب قال انها قطعة من الجنة.
وغالبية الشيعة يؤمنون ان علي بن ابي طالب سوف يشفع للمتوفي خلال عبور روحه من الحياة الدنيا إلى الآخرة، ويشجع الشيعة على دفن موتاهم في المقبرة من خلال مراسيم دينية، وبعض مراسيم الدفن تشمل: غسل جسد الميت ولفه بكفن في المقبرة، ثم صلاة الجنازة في ضريح الامام علي ويتم تدوير الجنازة حول الضريح ثلاث مرات، وتتلى بعض الآيات القرانية خلال عملية الدفن. كما يُنظر إلى توسيع المقبرة على أنه نتيجة لموقف الشيعة "الأكثر تساهلاً" فيما يتعلق ببناء وتشيد القبور، على النقيض عند أَهْلُ السُّنَّةِ فيما يتعلق بإقامة الأضرحة حيث يعتبر من البدع ومخالف لأمر الرسول محمد.

## تاريخ

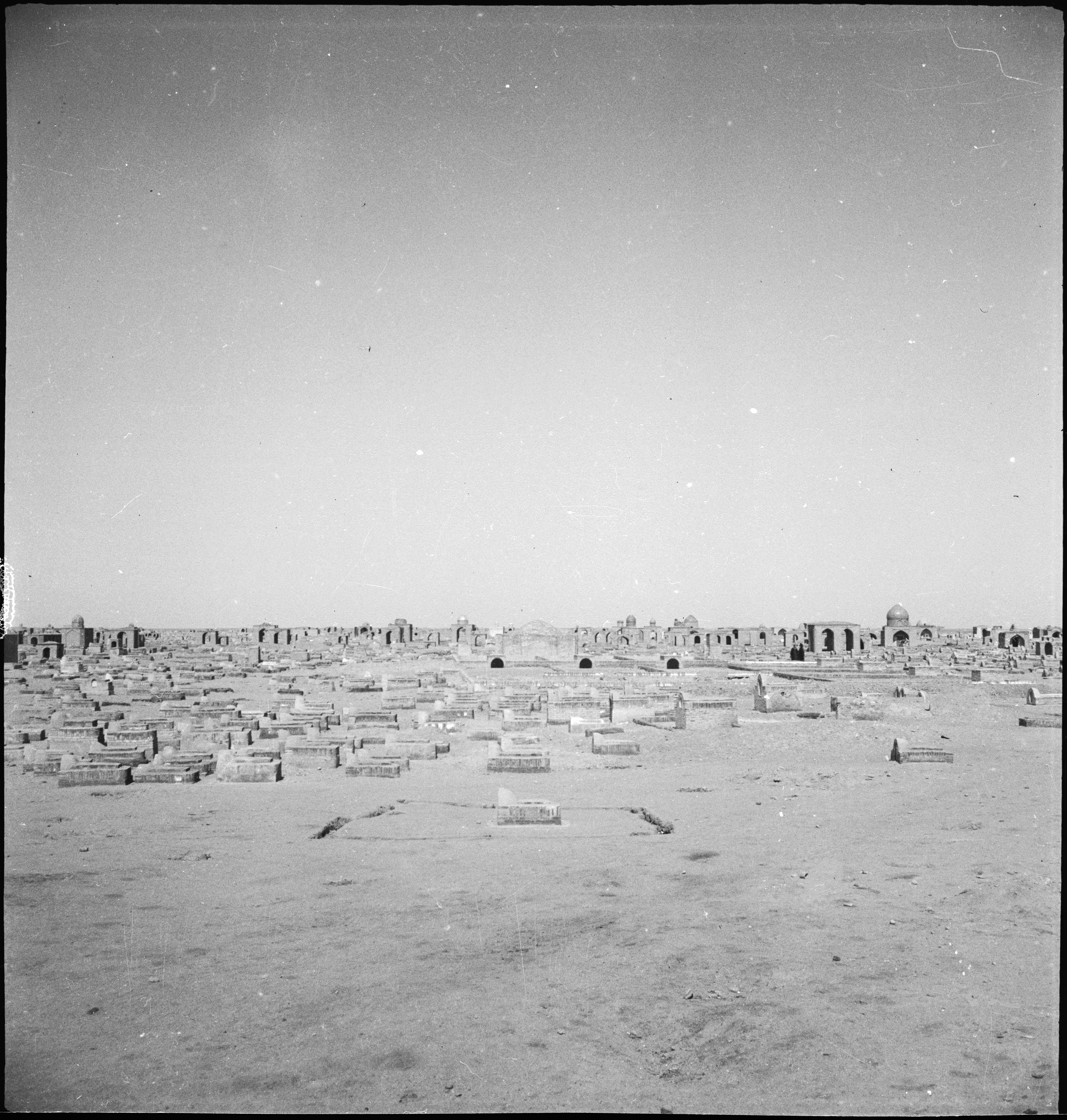
مقبرة وادي السلام في النجف بين عامي 1933 و1934

يدفن في المقبرة منذ أكثر من 1400 سنة وهي في قائمة التراث العالمي لليونسكو، والدفن في النجف قد وثق منذ عهد الساسانيين والبارثيين باكتشاف مقابر ممثالة لهم،
وتشير التقديرات أنه خلال حرب العراق دفن حوالي 200-300 جثة فيها يوميًا وفي عام 2010 انخفض المعدل إلى أقل من 100 يوميا، والمعدل هو 500000 جنازة سنويا، وبحلول عام 2014 عند فترة الصراع ضد تنظيم داعش تم الإبلاغ على أن المقابر قد خرجت عن حدود محافظة النجف وسرقت بعض الأراضي من قبل مسؤولين في الدولة[بحاجة لمصدر]